# Челядзь-Велика
Челядзь-Велика (пол. Czeladź Wielka) — село в Польщі, у гміні Вонсош Ґуровського повіту Нижньосілезького воєводства.
Населення — 318 осіб (2011).

## Демографія
Демографічна структура станом на 31 березня 2011 року:
|          | Загалом | Допрацездатний вік | Працездатний вік | Постпрацездатний вік |
| -------- | ------- | ------------------ | ---------------- | -------------------- |
| Чоловіки | 165     | 47                 | 104              | 14                   |
| Жінки    | 153     | 36                 | 96               | 21                   |
| Разом    | 318     | 83                 | 200              | 35                   |